# 1995年全仏オープン
1995年 全仏オープン（1995ねんぜんふつオープン、Internationaux de France de Roland-Garros 1995）は、フランス・パリにある「ローランギャロス・スタジアム」にて、1995年5月29日から6月11日にかけて開催された。

## シード選手

### 男子シングルス
1. アンドレ・アガシ　（ベスト8）
2. ピート・サンプラス　（1回戦）
3. ボリス・ベッカー　（3回戦）
4. ゴラン・イワニセビッチ　（1回戦）
5. トーマス・ムスター　（初優勝）
6. マイケル・チャン　（準優勝）
7. セルジ・ブルゲラ　（ベスト4）
8. ウェイン・フェレイラ　（3回戦）
9. エフゲニー・カフェルニコフ　（ベスト4）
10. マグナス・ラーソン　（4回戦）
11. アルベルト・ベラサテギ　（3回戦）
12. ミヒャエル・シュティヒ　（4回戦）
13. ジム・クーリエ　（4回戦）
14. トッド・マーティン　（3回戦）
15. リカルド・クライチェク　（2回戦）
16. マルク・ロセ　（2回戦）

### 女子シングルス
1. アランチャ・サンチェス・ビカリオ　（準優勝）
2. シュテフィ・グラフ　（優勝、2年ぶり4度目）
3. マリー・ピエルス　（4回戦）
4. コンチタ・マルチネス　（ベスト4）
5. ヤナ・ノボトナ　（3回戦）
6. マグダレナ・マレーバ　（2回戦）
7. リンゼイ・ダベンポート　（4回戦）
8. ガブリエラ・サバティーニ　（ベスト8）
9. 伊達公子　（ベスト4）
10. ナターシャ・ズベレワ　（1回戦）
11. アンケ・フーバー　（4回戦）
12. イバ・マヨリ　（ベスト8）
13. メアリー・ジョー・フェルナンデス　（1回戦）
14. エミー・フレージャー　（3回戦）
15. ヘレナ・スコバ　（1回戦）
16. 沢松奈生子　（3回戦）

## 大会経過

### 男子シングルス
準々決勝
- エフゲニー・カフェルニコフ vs.  アンドレ・アガシ　6-4, 6-3, 7-5
- トーマス・ムスター vs.  アルベルト・コスタ　6-2, 3-6, 6-7, 7-5, 6-2
- マイケル・チャン vs.  アドリアン・ボイネア　7-5, 6-0, 6-1
- セルジ・ブルゲラ vs.  レンツォ・ファーラン　6-2, 7-5, 6-2

準決勝
- トーマス・ムスター vs.  エフゲニー・カフェルニコフ　6-4, 6-0, 6-4
- マイケル・チャン vs.  セルジ・ブルゲラ　6-4, 7-6, 7-6

### 女子シングルス
準々決勝
- アランチャ・サンチェス・ビカリオ vs.  チャンダ・ルビン　6-3, 6-1
- 伊達公子 vs.  イバ・マヨリ　7-5, 6-1
- コンチタ・マルチネス vs.  ビルヒニア・ルアノ・パスクアル　6-0, 6-4
- シュテフィ・グラフ vs.  ガブリエラ・サバティーニ　6-1, 6-0

準決勝
- アランチャ・サンチェス・ビカリオ vs.  伊達公子　7-5, 6-3
- シュテフィ・グラフ vs.  コンチタ・マルチネス　6-3, 6-7, 6-3

## 決勝戦の結果
- 男子シングルス： トーマス・ムスター vs.  マイケル・チャン　7-5, 6-2, 6-4
- 女子シングルス： シュテフィ・グラフ vs.  アランチャ・サンチェス・ビカリオ　7-5, 4-6, 6-0
- 男子ダブルス： ヤッコ・エルティン＆ ポール・ハーフース vs.  ニクラス・クルティ＆ マグナス・ラーソン　6-7, 6-4, 6-1
- 女子ダブルス： ジジ・フェルナンデス＆ ナターシャ・ズベレワ vs.  アランチャ・サンチェス・ビカリオ＆ ヤナ・ノボトナ　6-7, 6-4, 7-5
- 混合ダブルス： マーク・ウッドフォード＆ ラリサ・ネーランド vs.  ジョン・ラフニー・デ・ヤーガー＆ ジル・ヘザリントン　7-6, 7-6

## みどころ
- 女子シングルスで、伊達公子が日本人選手として初のベスト4進出を成し遂げた。第9シードの伊達は、4回戦で第7シードのリンゼイ・ダベンポート、準々決勝で第12シードのイバ・マヨリを破って勝ち進んだが、初めての準決勝で第1シードのアランチャ・サンチェス・ビカリオに 5-7, 3-6 で敗れた。伊達は1994年全豪オープンに続く2度目の4大大会4強入り。この大会では杉山愛と長塚京子も4回戦進出を果たし、日本女子テニス界はここで最盛期を迎えた。
- 男子シングルス優勝者のトーマス・ムスターは、オーストリアのテニス選手として最初の4大大会優勝者になった。準優勝者のマイケル・チャンは、6年前の1989年に「17歳3ヶ月」の4大大会男子シングルス最年少優勝記録を樹立したが、6年ぶり2度目の優勝に届かなかった。
- 女子ダブルス優勝のジジ・フェルナンデス＆ナターシャ・ズベレワ組が、同一ペアとして全仏オープン女子ダブルス「4連覇」を達成した。G・フェルナンデスは1991年にヤナ・ノボトナと組んで優勝しているため、フェルナンデスは5連覇となる。